# 이탈리아의 철도
이탈리아의 철도는 이탈리아의 주요 교통망 중 하나로, 총 노선 길이는 24,277km에 달하며 그 중 운행되고 있는 노선의 길이는 16,723km이다. 19세기 말부터 건설되기 시작한 일반철도 외에도 최근에 도입된 고속철도 노선망 확충으로 성장을 계속해 나가고 있다.
이탈리아는 국제철도연맹 (UIC)의 회원국이며, UIC 국가 코드는 83이다.

## 노선망

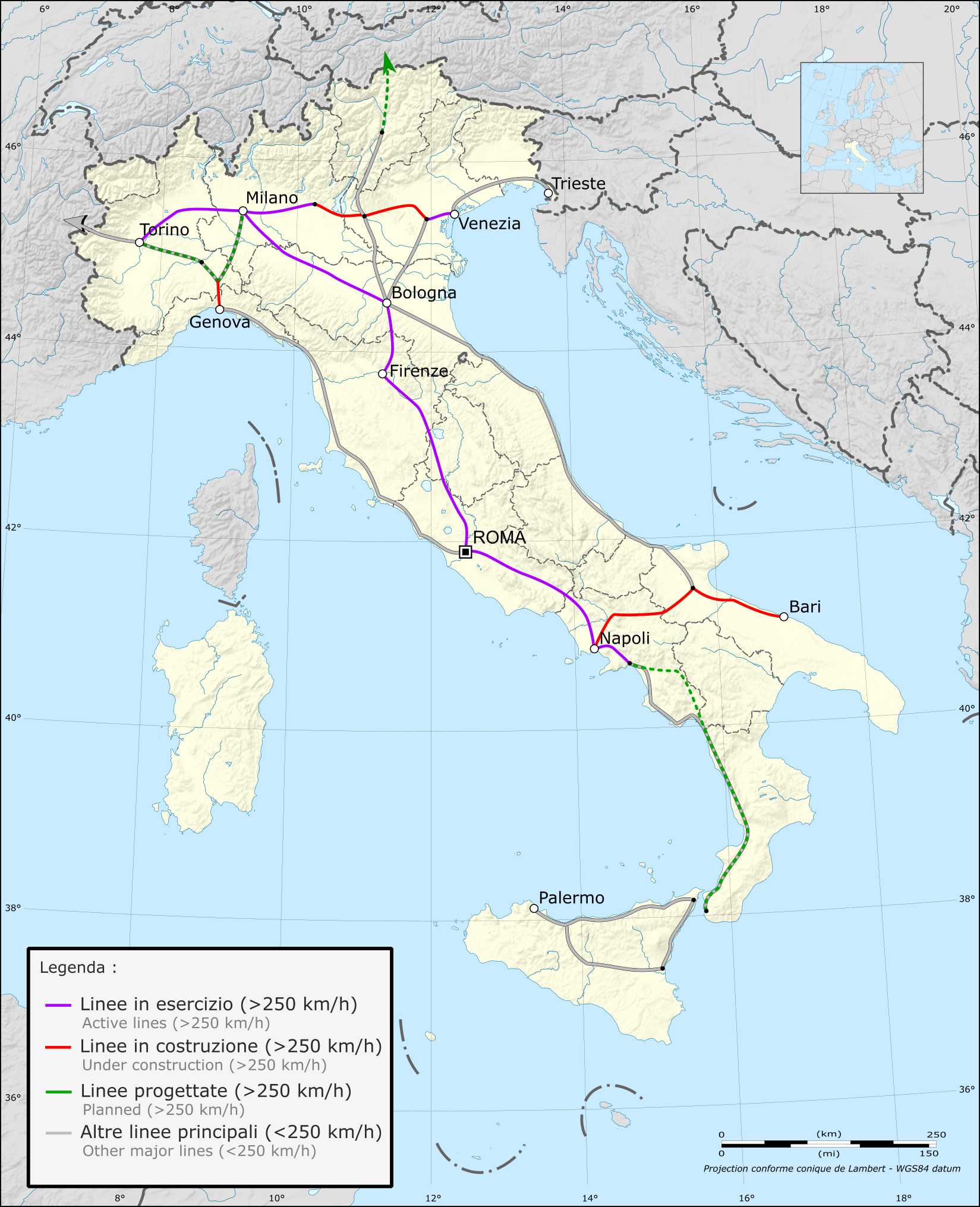
이탈리아의 고속철도 노선망

이탈리아의 철도를 운영 관리하는 국영기업인 레테 페로비아리아 이탈리아나 (Rete Ferroviaria Italiana, RFI)는 Italian Rail Network)가 설립되어 있으며, RFI가 운영하는 노선의 총 길이는 16,723km에 달한다. 그 중 복선으로 된 노선의 길이는 7,505km로 집계된다.
이탈리아의 철도 노선은 크게 3가지 유형으로 나뉜다.
- 폰다멘탈리 (Fondamentali, 기반노선) - 높은 통행량과 좋은 기반시설을 갖춘 철도 노선으로, 이탈리아 전국 주요 도시간의 핵심 노선이 여기에 속한다. 폰다멘탈리 노선의 총 길이는 6,131km에 달한다.
- 콤플레멘타리 (Complementari, 보조 노선) - 낮은 통행량을 기록하며, 지역 내 중소도시를 연결하는 노선이다. 대부분 단선으로 되어 있으며 일부는 전철화가 되어 있지 않다.
- 노도 (di nodo) - 일부 광역도시에서 폰다멘탈리와 콤플레멘타리를 연결해 주는 철도 노선으로 그 규모는 총 936km에 달한다.

이탈리아 철도 노선은 대부분 전철화가 되어 있으며, 그 규모는 11,921km로 집계된다. 제원의 경우 재래선은 3kV DC, 고속철도선은 25kV AC이다.
국영기업 외에도 페로비에 에밀리아 로마냐, 페로비에 델 수드 에스트를 비롯한 지역철도 운영기업에서 관리하는 소규모 지역 노선이 있으며, 이들의 총 규모는 3,000km에 달한다.

## 역사

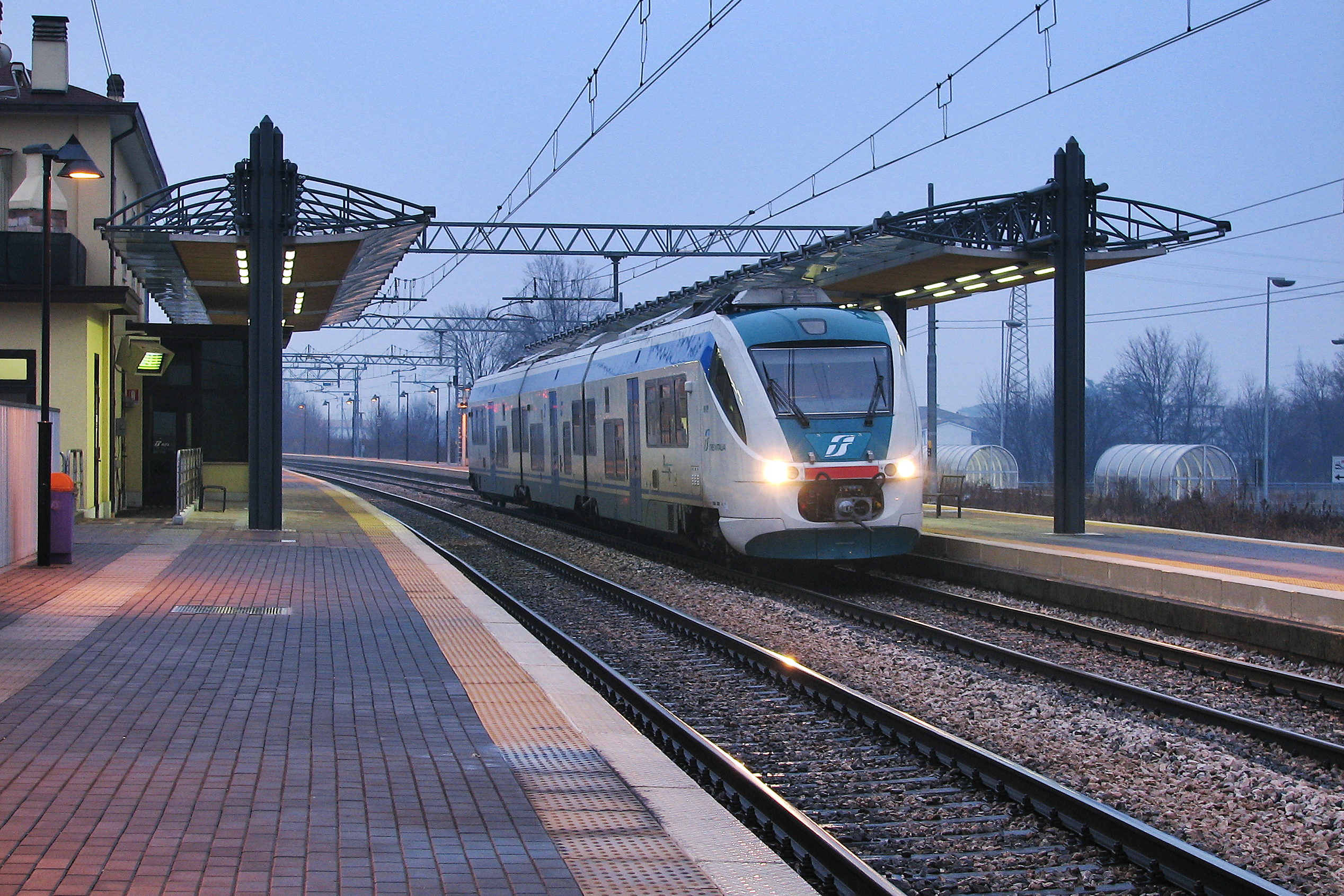
이탈리아 현지 열차 미뉴에토

이탈리아 최초의 철도는 1839년 나폴리 왕궁과 연안을 연결하기 위해 건설된 나폴리-포르티치선이다. 1861년 이탈리아 왕국이 건국되고 나서는 최북단 알프스부터 최남단 시칠리아에 이르기까지 이탈리아 전국에 걸쳐 철도망을 구축하는 건설계획이 본격적으로 시작되었다.
이탈리아 최초의 고속철도는 ETR 200으로, 1939년 7월 밀라노~피렌체 구간을 165km/h 속력으로 운행하였다. ETR 200의 최고 속력은 203km/h에 달했다. ETR 200의 운행 개시로 이탈리아의 철도는 당시 부상하던 항공기와의 경쟁력을 갖출 수 있었으나, 제2차 세계 대전 발발로 운행이 중단되었다.
제2차 세계대전을 거치며 이탈리아 전역에 걸쳐 파괴된 철도를 수리하기 위해 약 20,000km에 달하는 철도망이 새로 건설되었다.
오늘날 철로와 기반시설은 레테 페로비아리아 이탈리아나 (RFI)에서 관리하며, 열차와 승객 부문은 트렌이탈리아에서 맡고 있다. 두 기업 모두 한때 이탈리아 유일의 철도기업이었던 페로비에 델로 스타토 (FS)의 자회사이기도 하다.

### 고속 철도

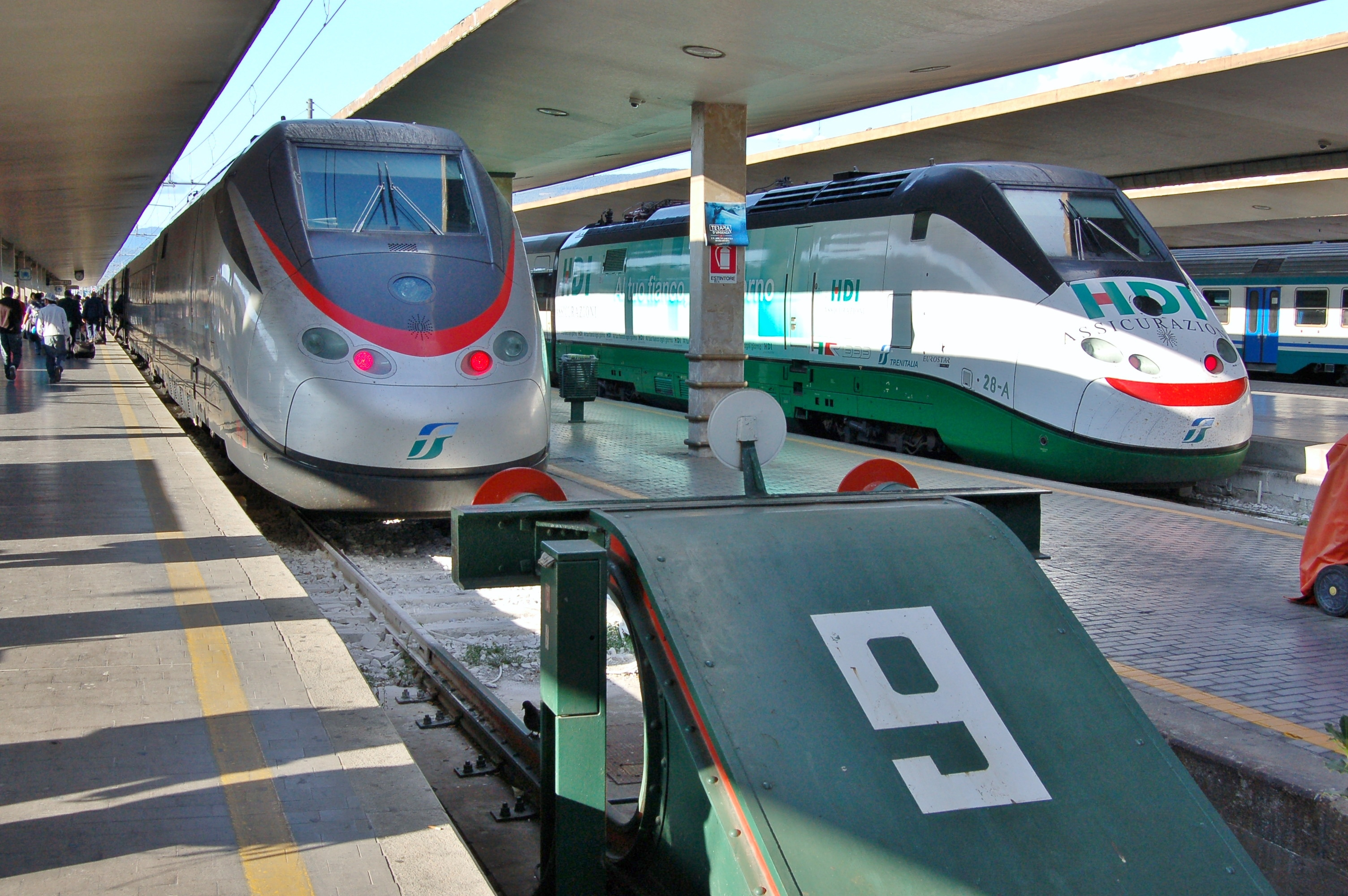
피렌체 SMN역의 FS ETR 500

이탈리아의 고속 열차는 1960년대에 처음 개발되었다. E444 기관차는 최고 속력이 200km/h에 도달한 최초의 표준 기관차였다. ALe 601 동력분산열차 (EMU)는 시험운전 중 최고속력 240km/h에 도달하였다. 그밖에 EMU 열차 중에서 ETR 220, ETR 250, ETR 300도 최고속력 200km/h대 도달에 성공한 열차로 남았다. 열차의 제동 시스템은 주행 속도의 증가에 알맞게 개량하였다.
1970년 6월 25일, 이탈리아 최초의 고속철도 노선인 로마-피렌체 고속선이 건설되기 시작하였다. 총 길이는 5,375km에 달했으며, 노선이 지나가는 팔리아강의 철도교량은 유럽에서 가장 긴 다리로 설계되었다. 로마-피렌체 고속선은 1990년대 초에 완공되었다.

## 운행 열차
다음은 이탈리아에서 운행되는 열차의 유형이다.

## 철도역
이탈리아의 철도역은 레테 페로비아리아 이탈리아나 (RFI)에서 대부분 운영을 맡고 있다. RFI 소속이 아닌 역의 경우, 민영기업이나 주정부에서 위임한 지역운영사에서 운영을 맡는다.
실질 운영사로는 그란디 스타치오니 (Grandi Stazioni)가 플래티넘급 철도역 13곳을 비롯한 다수의 역을 운영하고 있고, 그 다음으로 첸토스타치오니 (Centostazioni)가 밀라노 포르타 가리발디역, 파도바역, 피사 첸트랄레역을 비롯한 103개 역을 운영하고 있다. 두 기업 모두 페로비에 델로 스타토가 소유하고 있다.
이탈리아의 모든 철도역은 플래티넘, 골드, 실버, 브론즈의 4가지 등급으로 분류된다. 각 등급의 분류는 다음과 같다.
- 플래티넘 - 일일 이용객 규모가 6,000명을 상회하는 대형 철도역에 붙여지는 등급이다. 수많은 열차편이 정차하는 환승역으로서 고속철도, 장거리 철도가 운행된다. 이탈리아 주요 도시의 대표역들이 여기에 해당되며, 이용 요금과 역내 입주업체 수수료 등으로 얻는 운영 수익도 높은 편이다. 이탈리아 전국을 통틀어 총 18개역이 소속되어 있다.[6]
- 골드 - 높은 이용량을 보이는 철도역으로 도심 내 주요 환승역, 중소도시의 대표역이 해당된다. 운영 수익은 플래티넘급 철도역에 비해 낮은 편이다.
- 실버 - 도시 광역권 철도나 지역철도가 운행되는 중소규모의 철도역이다. 장거리 철도 노선이 운행되는 경우도 있다.
- 브론즈 - 이용객이 적은 소규모의 철도역이다. 지역철도가 운행된다.

### 주요 철도역

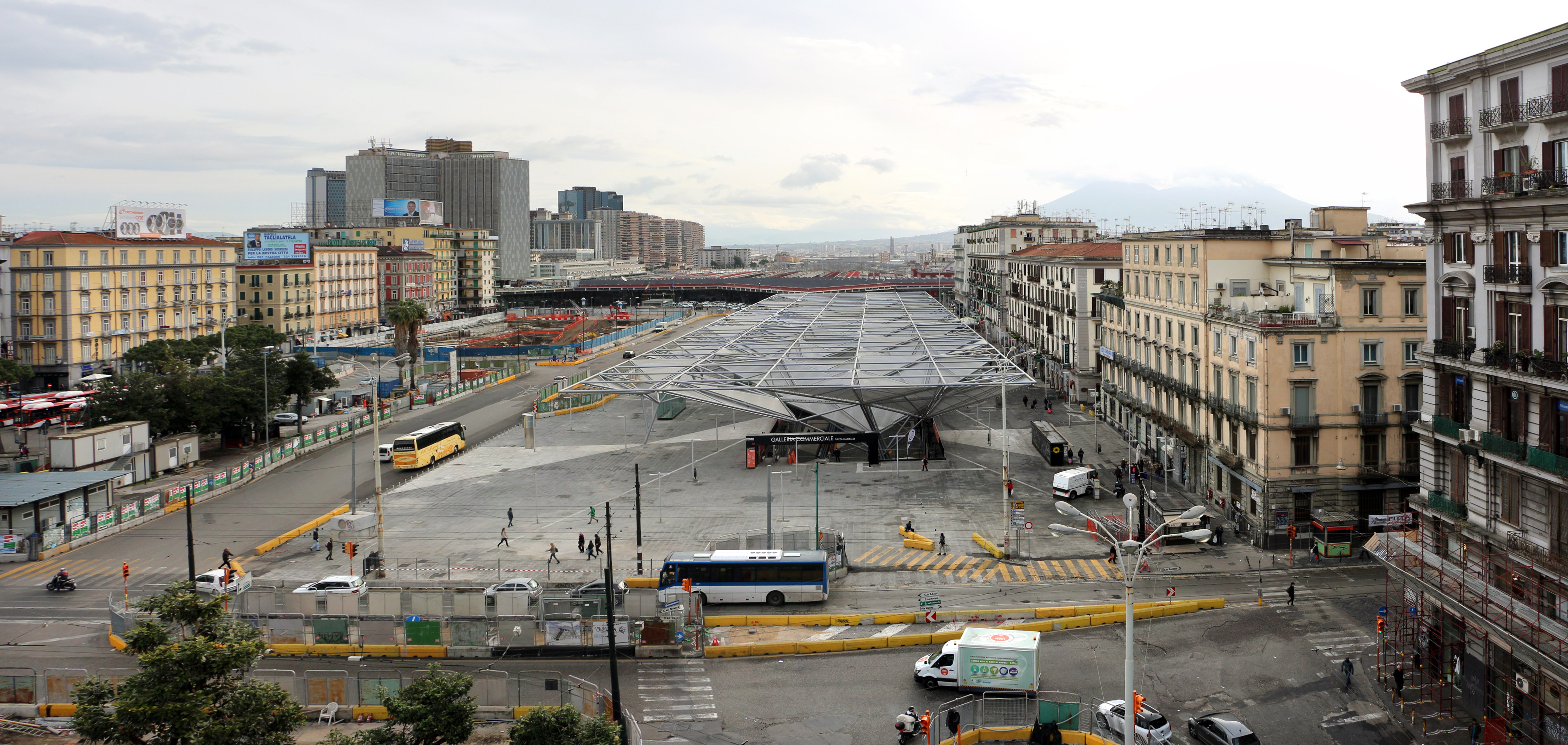
나폴리 첸트랄레역 (나폴리)
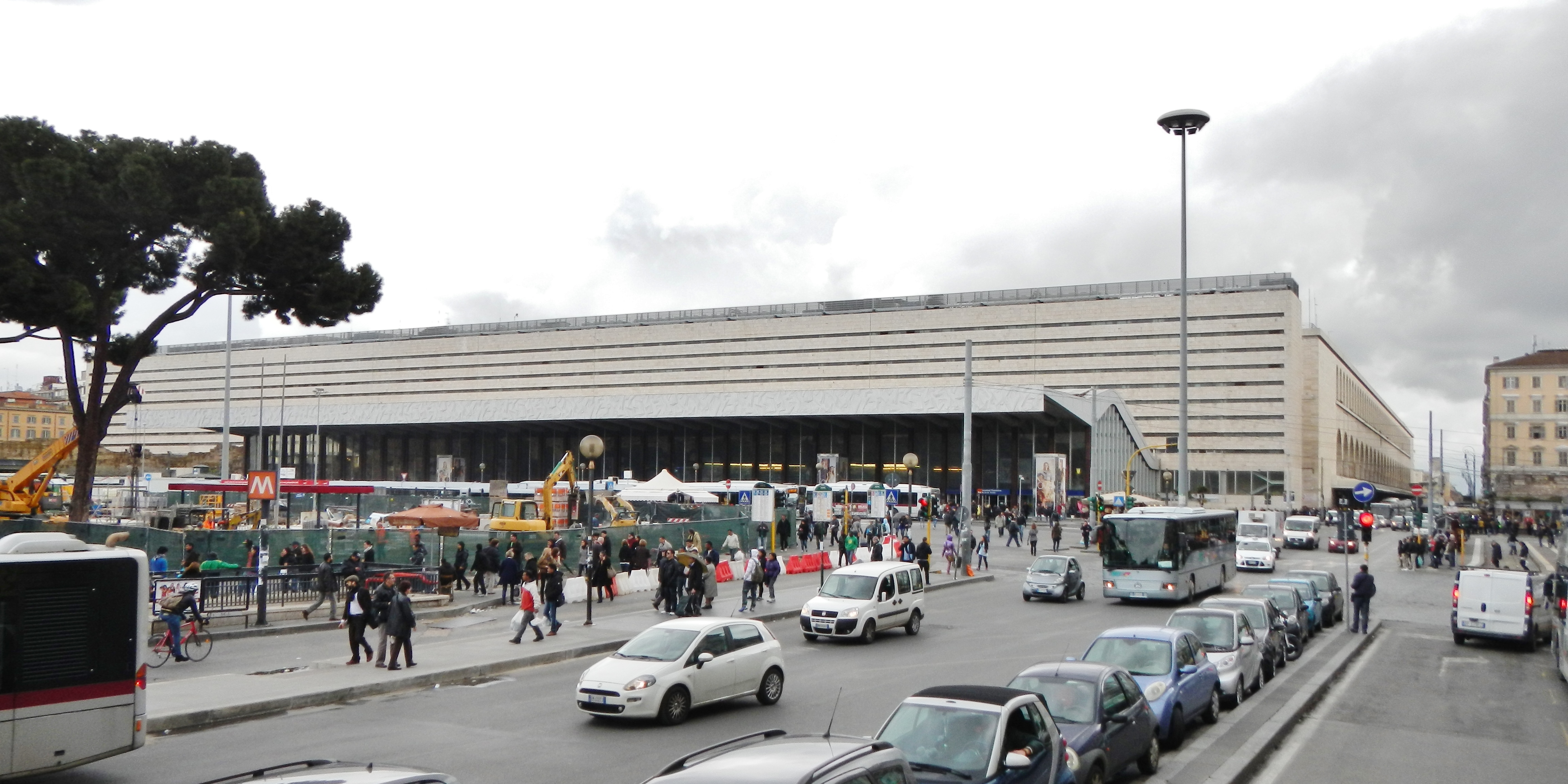
로마 테르미니역 (로마)
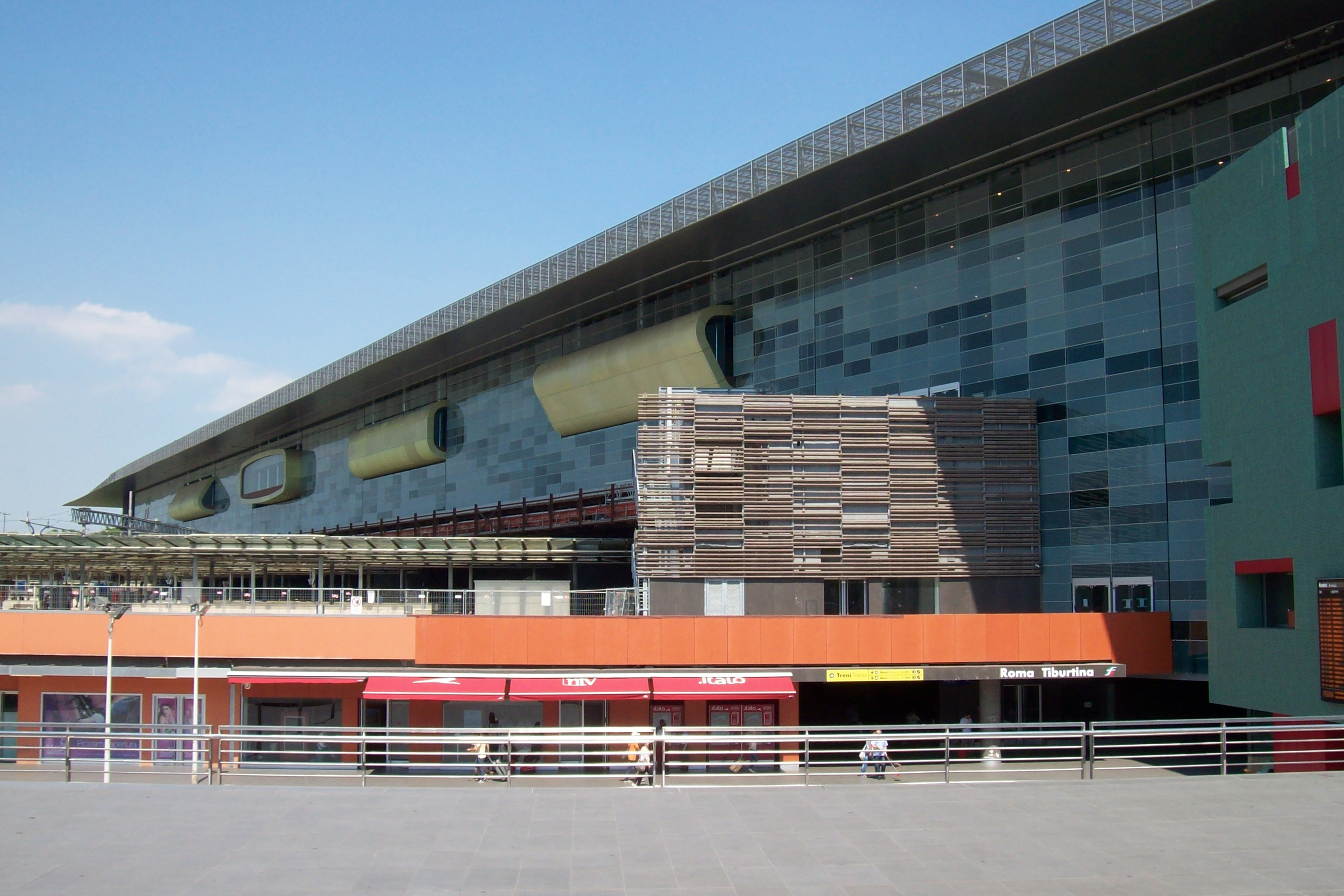
로마 티부르티나역 (로마)
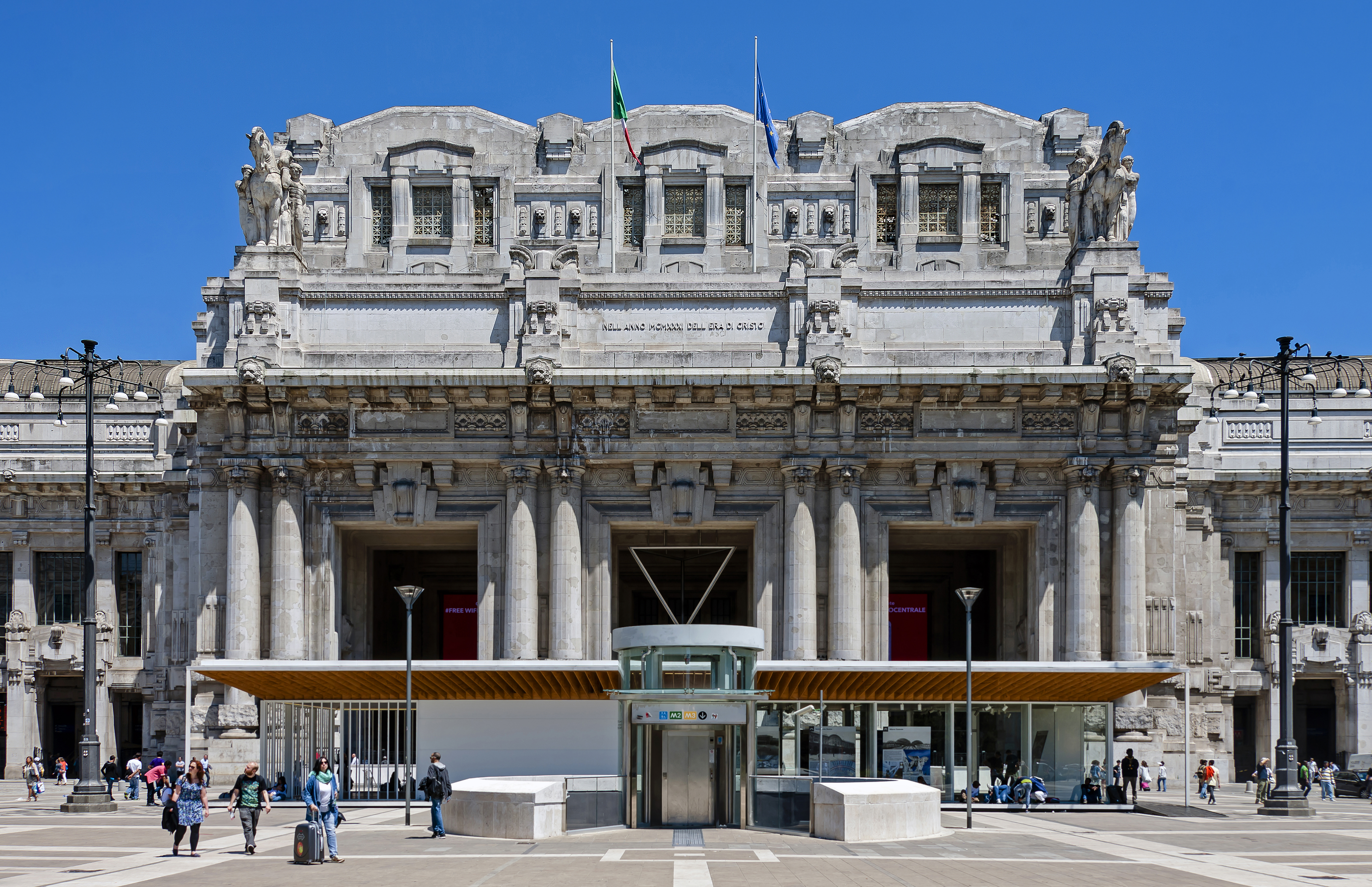
밀라노 첸트랄레역 (밀라노)
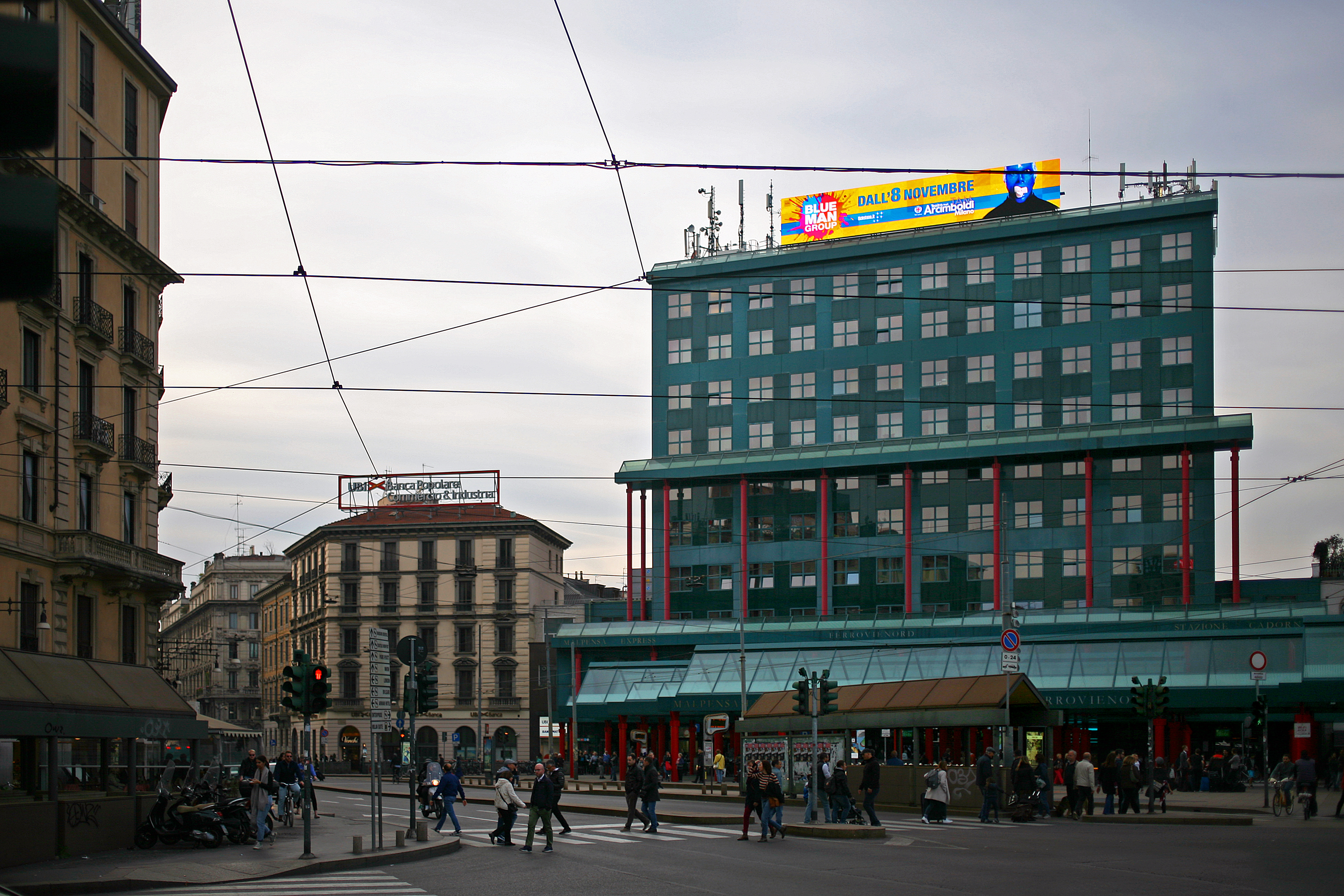
밀라노 카도르나역 (밀라노)
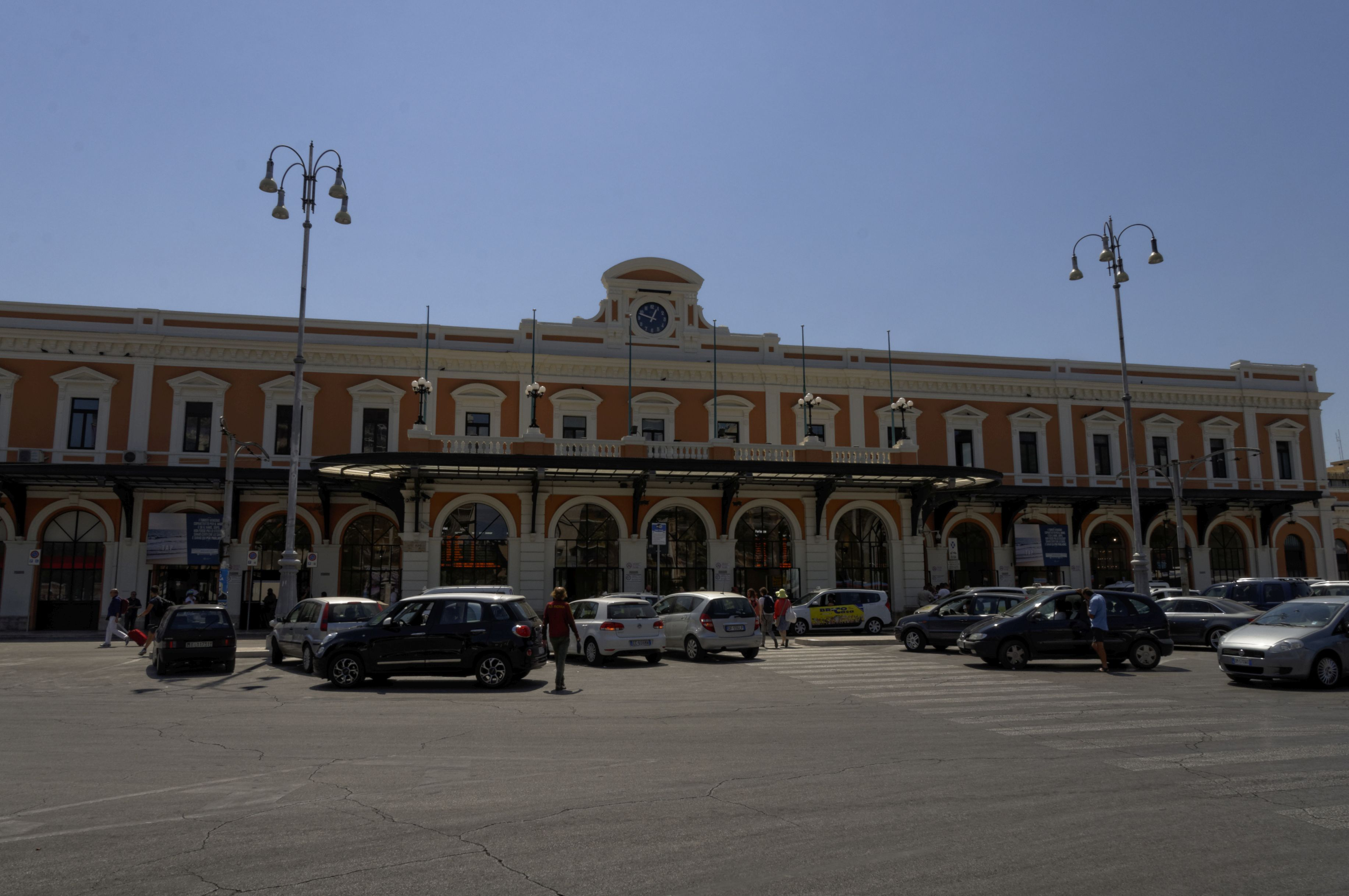
바리 첸트랄레역 (바리)
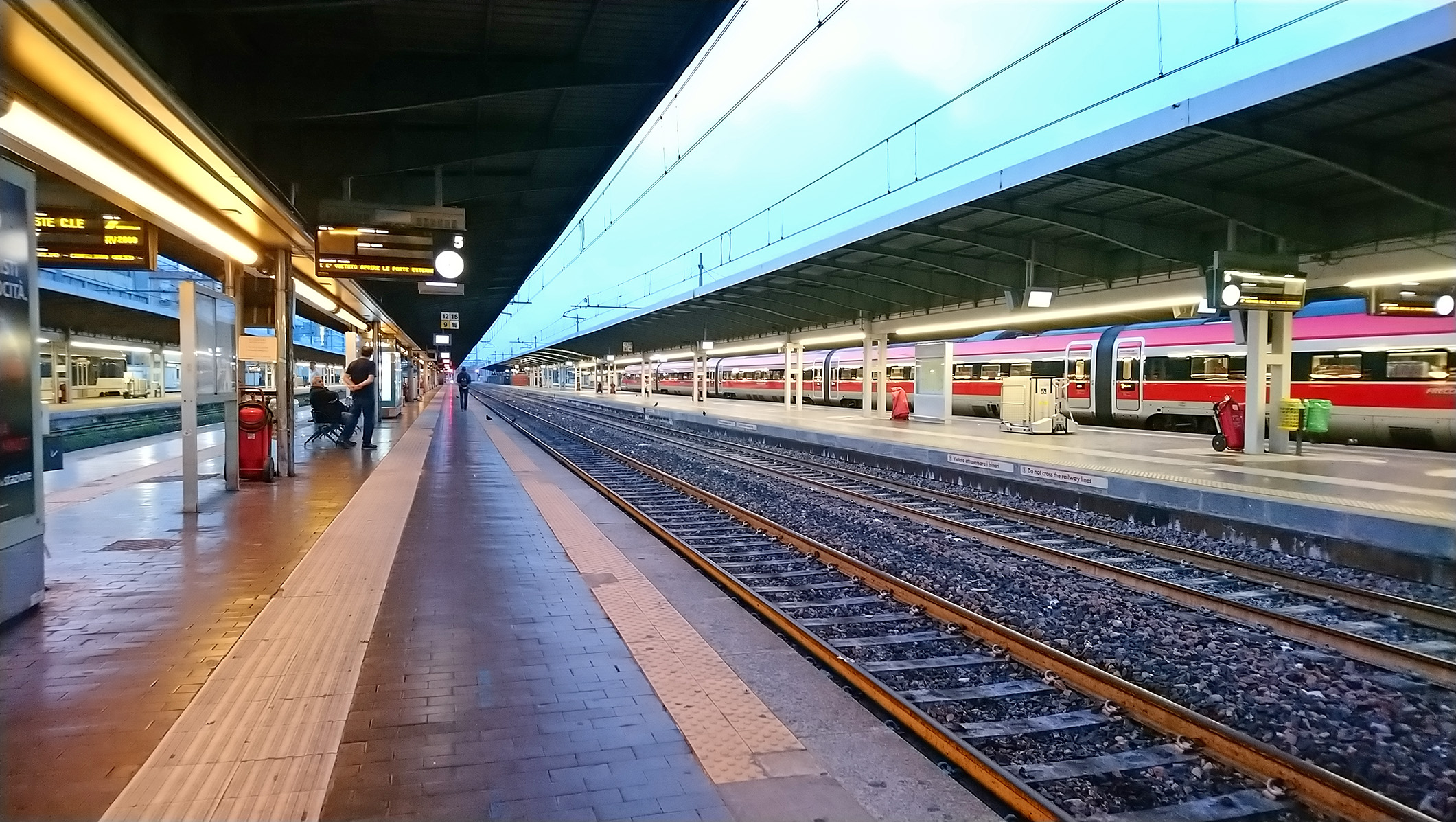
베네치아 메스트레역 (베네치아)
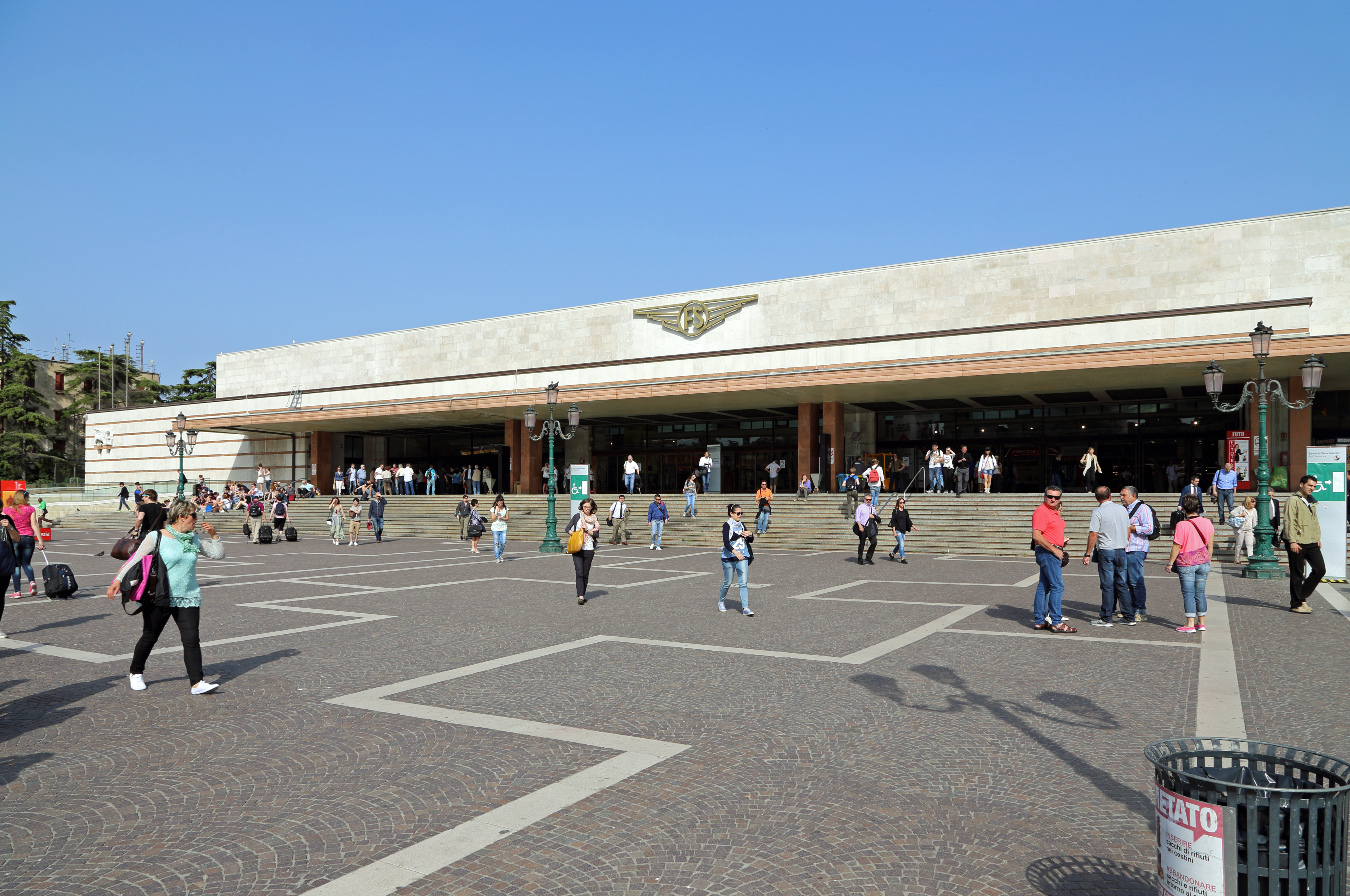
베네치아 산타 루치아역 (베네치아)
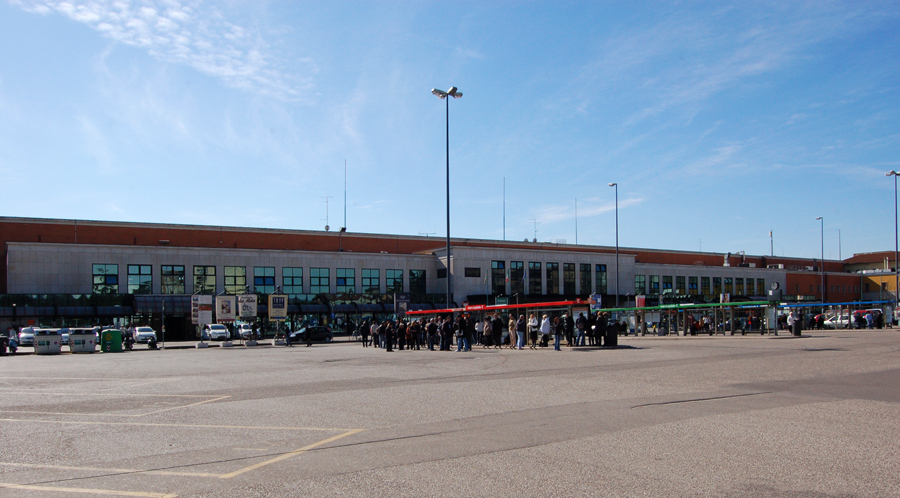
베로나 포르타 누오바역 (베로나)
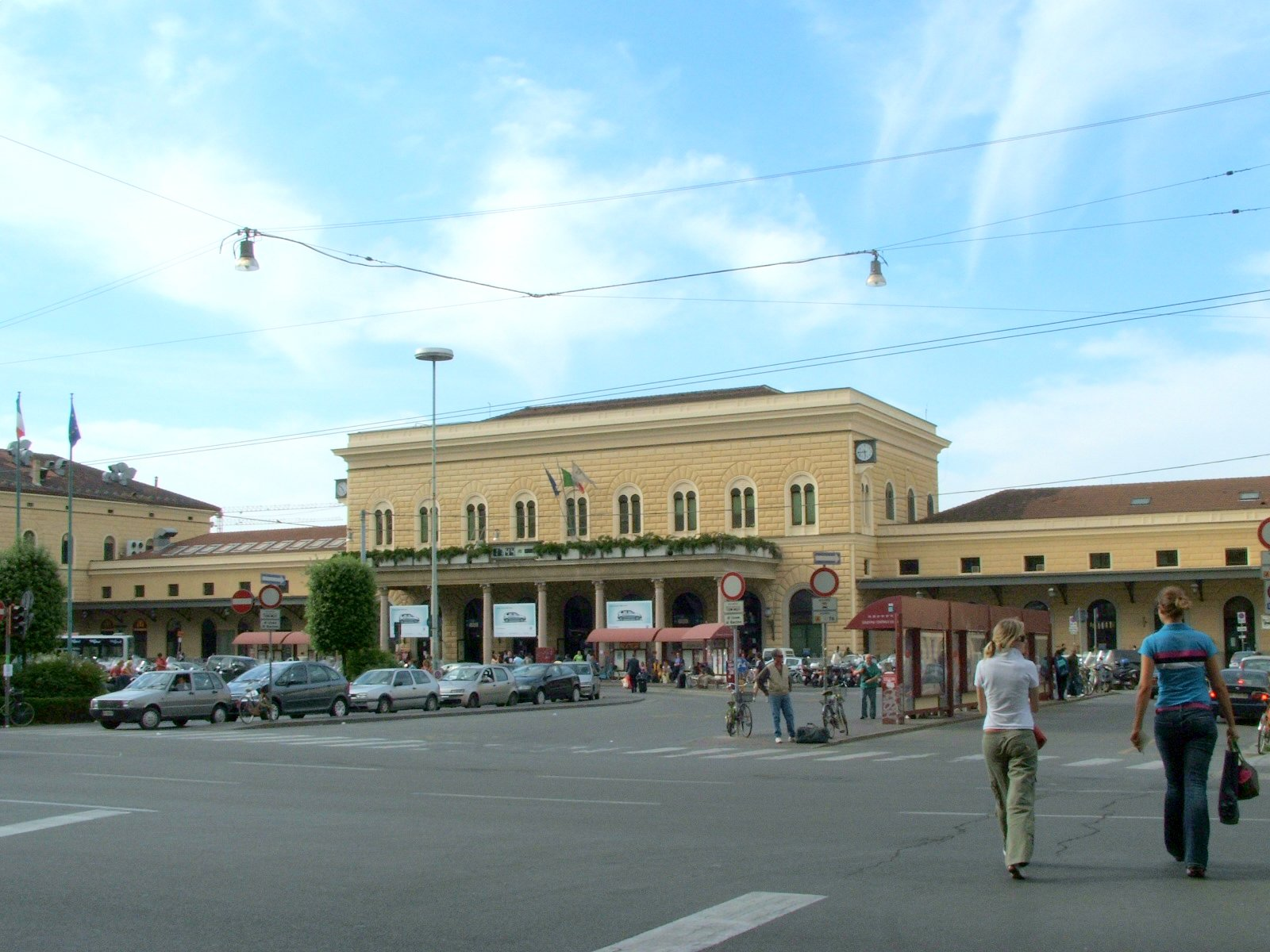
볼로냐 첸트랄레역 (볼로냐)
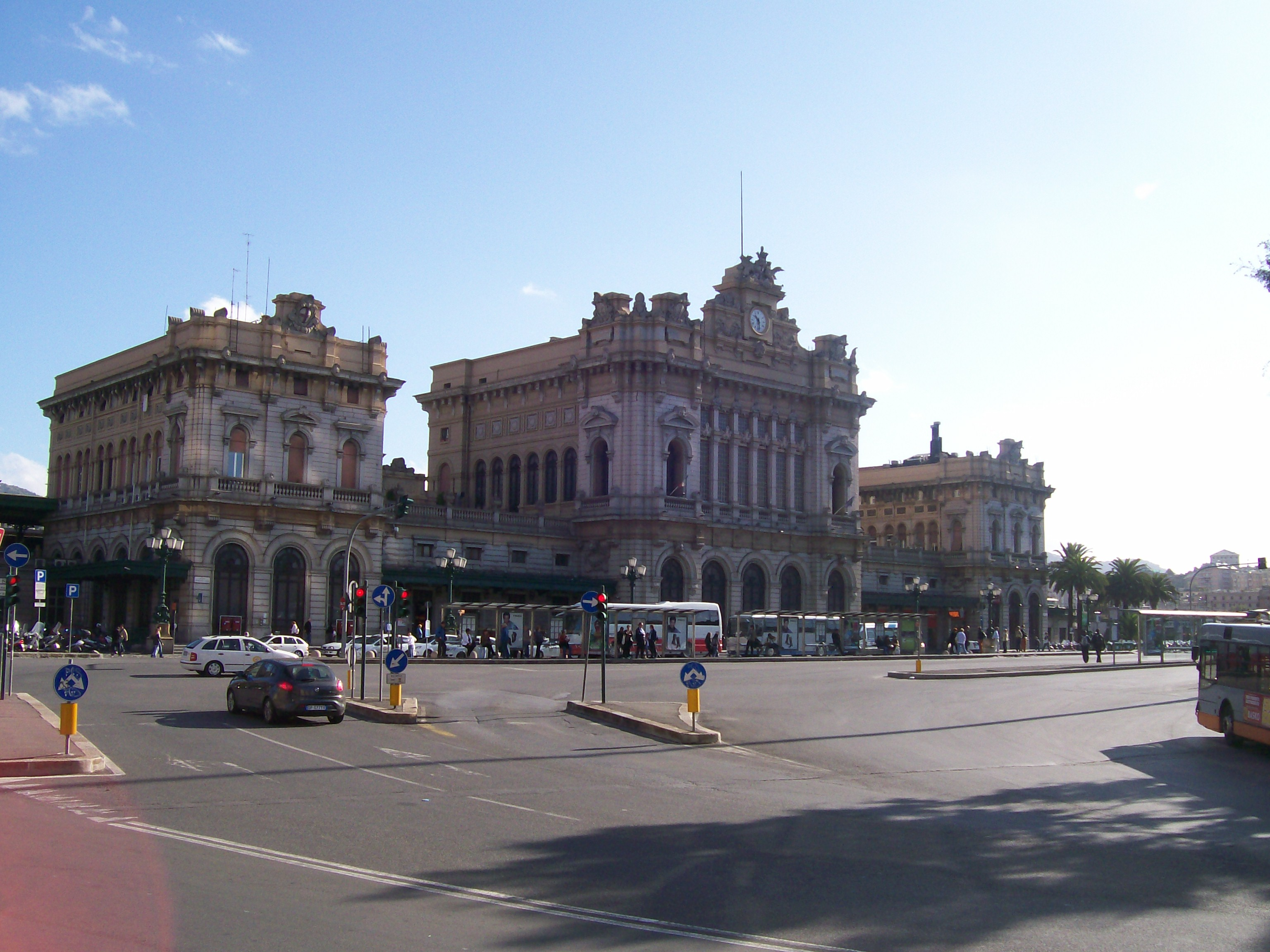
제노바 브리뇰레역 (제노바)
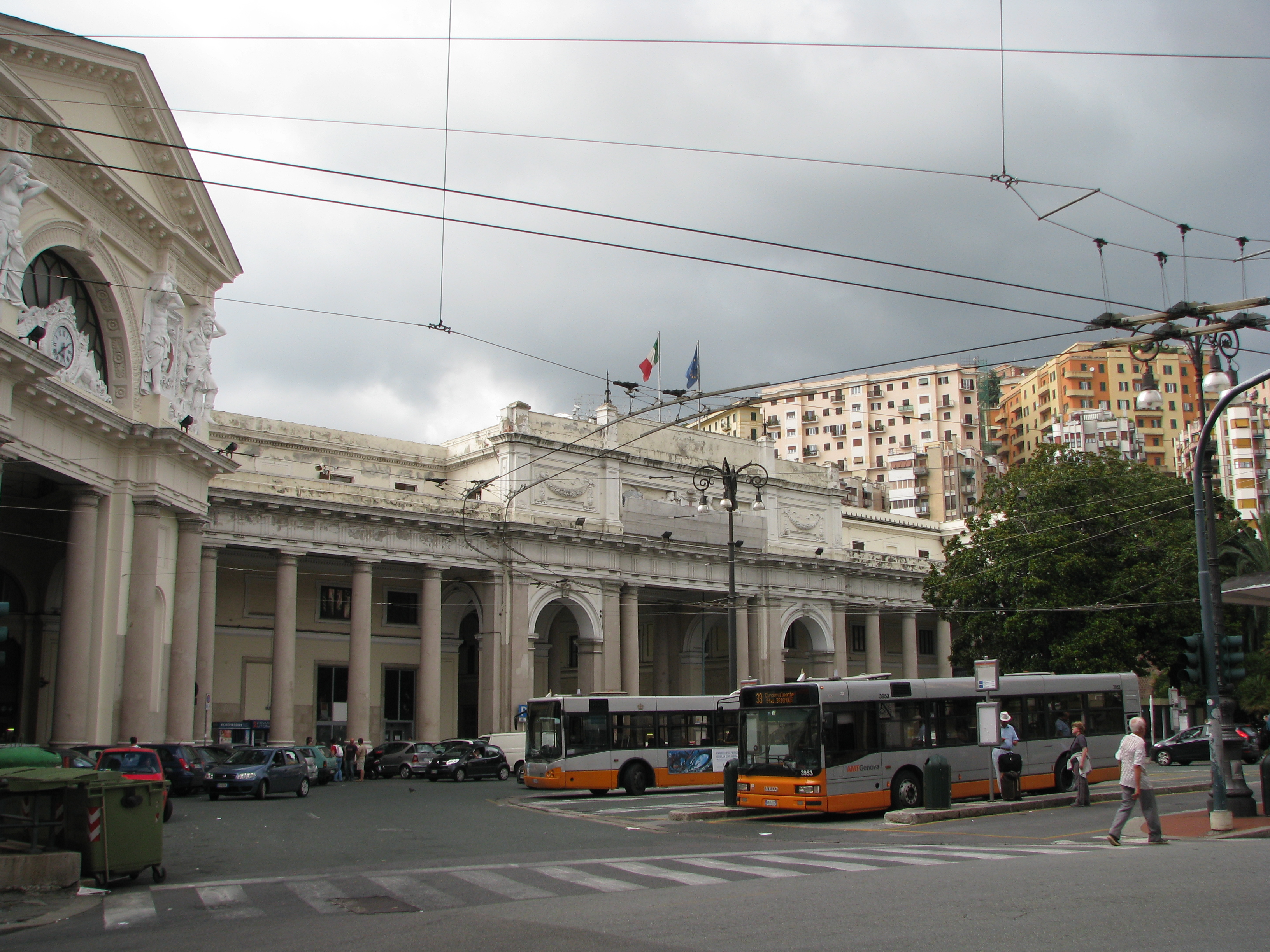
제노바 피아차 프린치페역 (제노바)
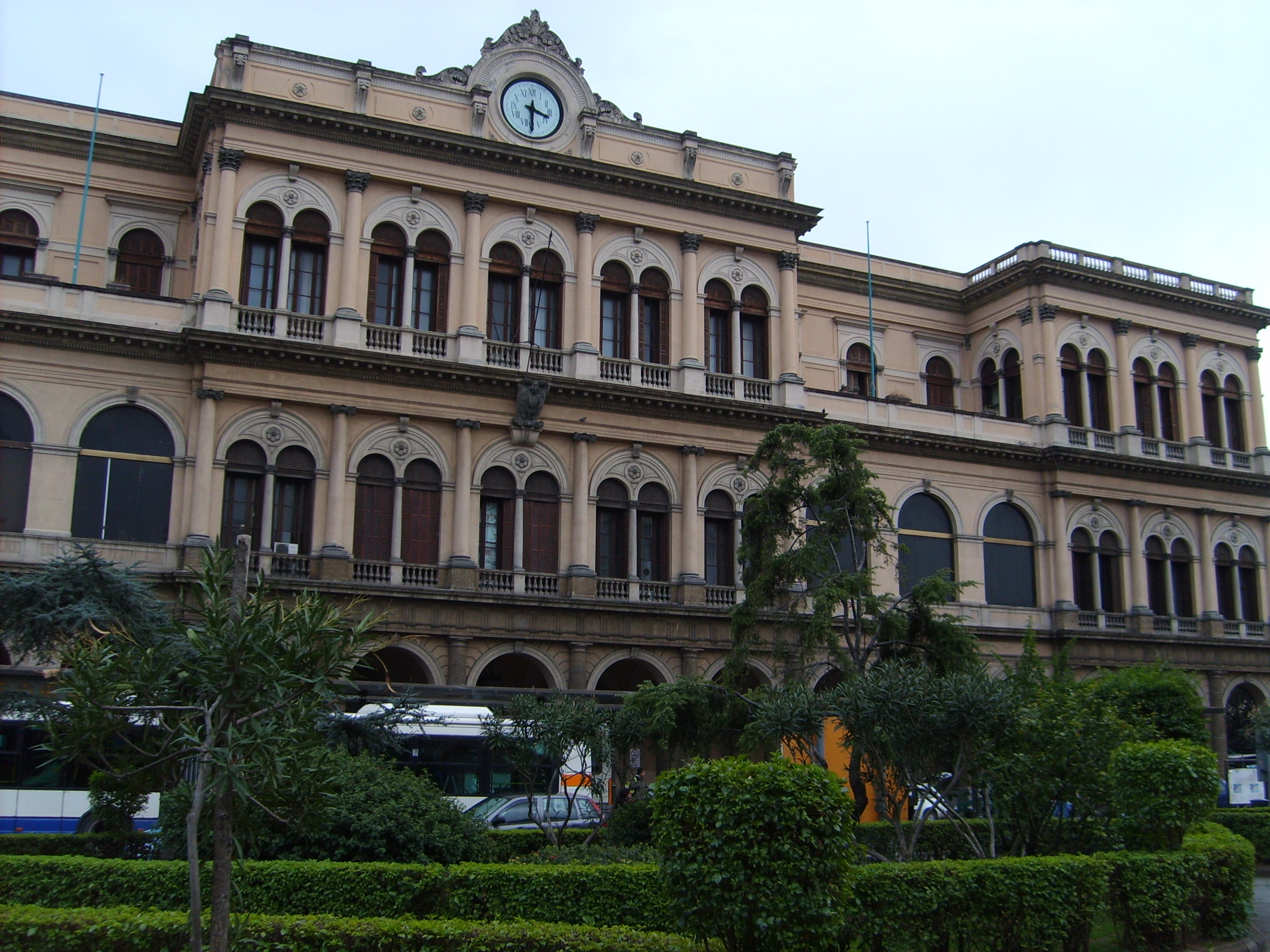
팔레르모 첸트랄레역 (팔레르모)
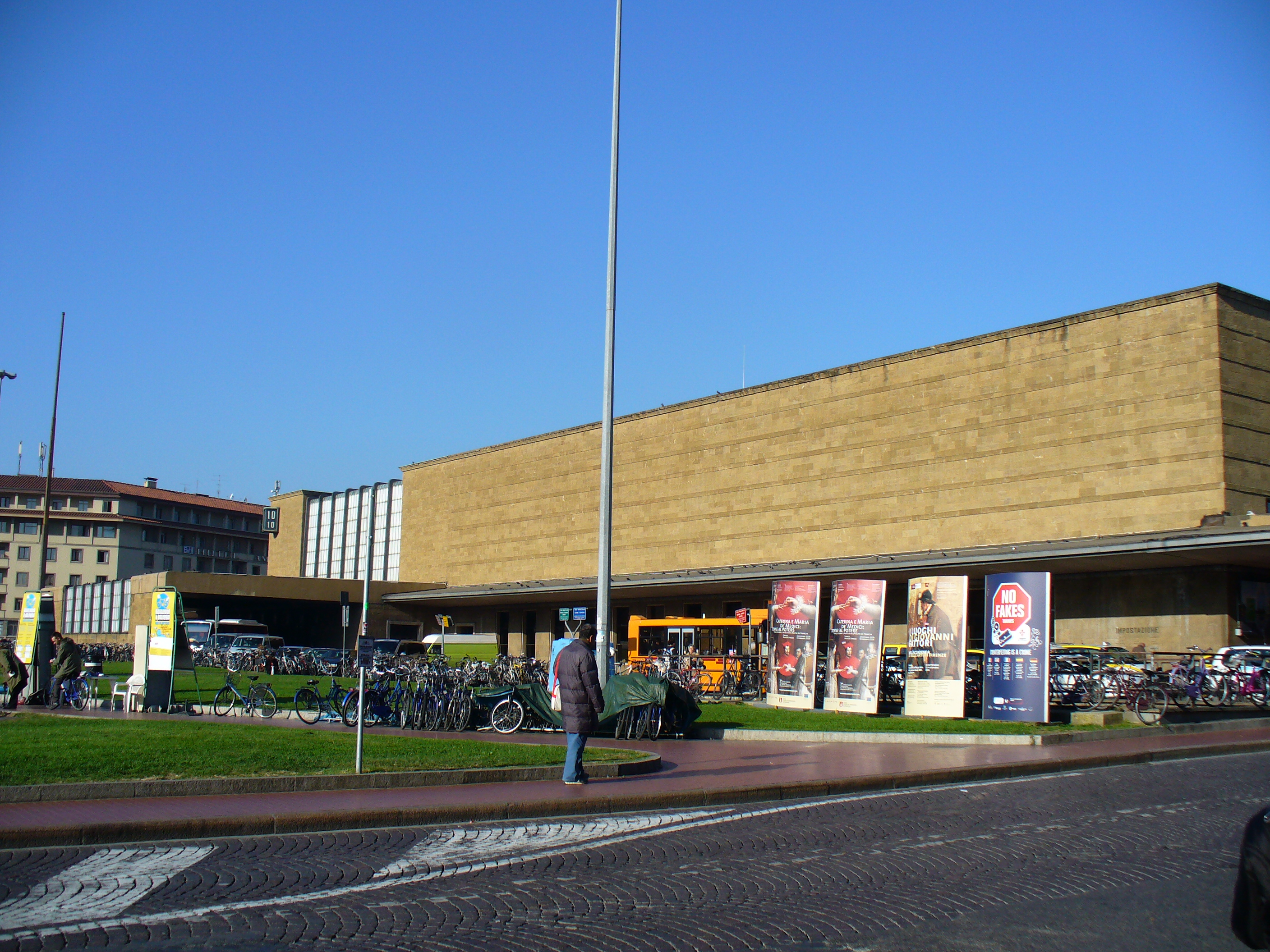
피렌체 산타 마리아 노벨라역 (피렌체)
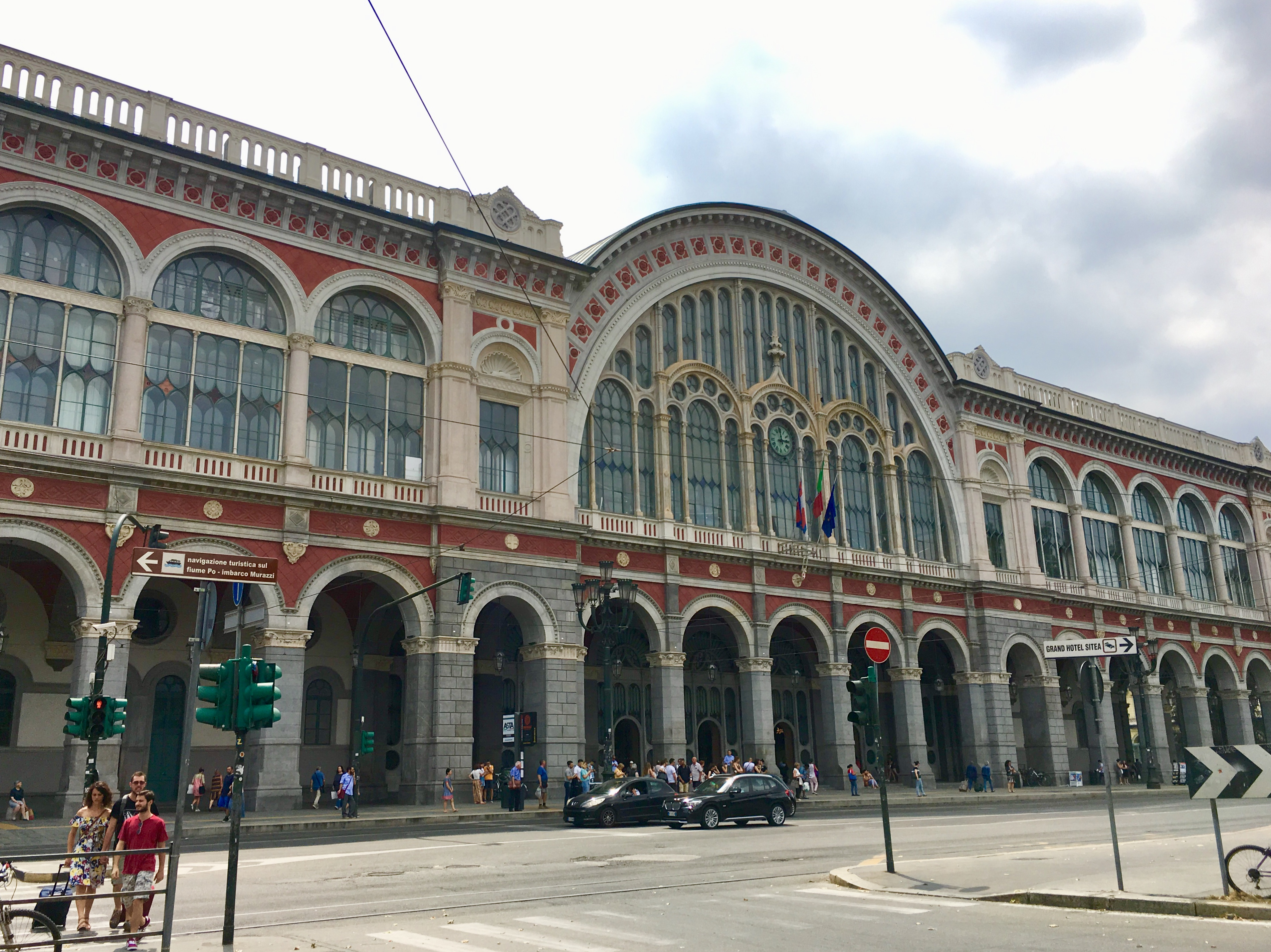
토리노 포르타 누오바역 (토리노)
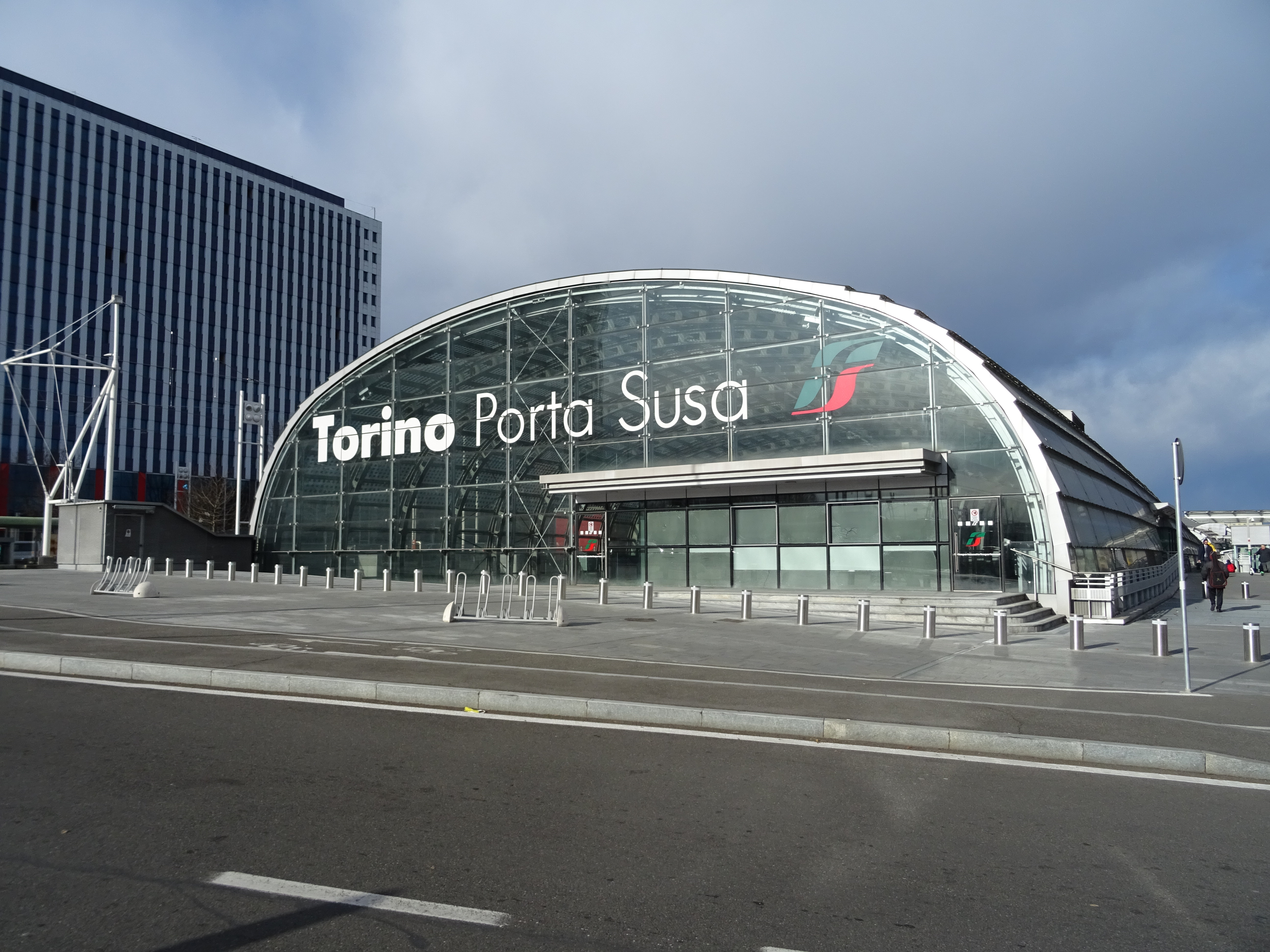
토리노 포르타 수사역 (토리노)
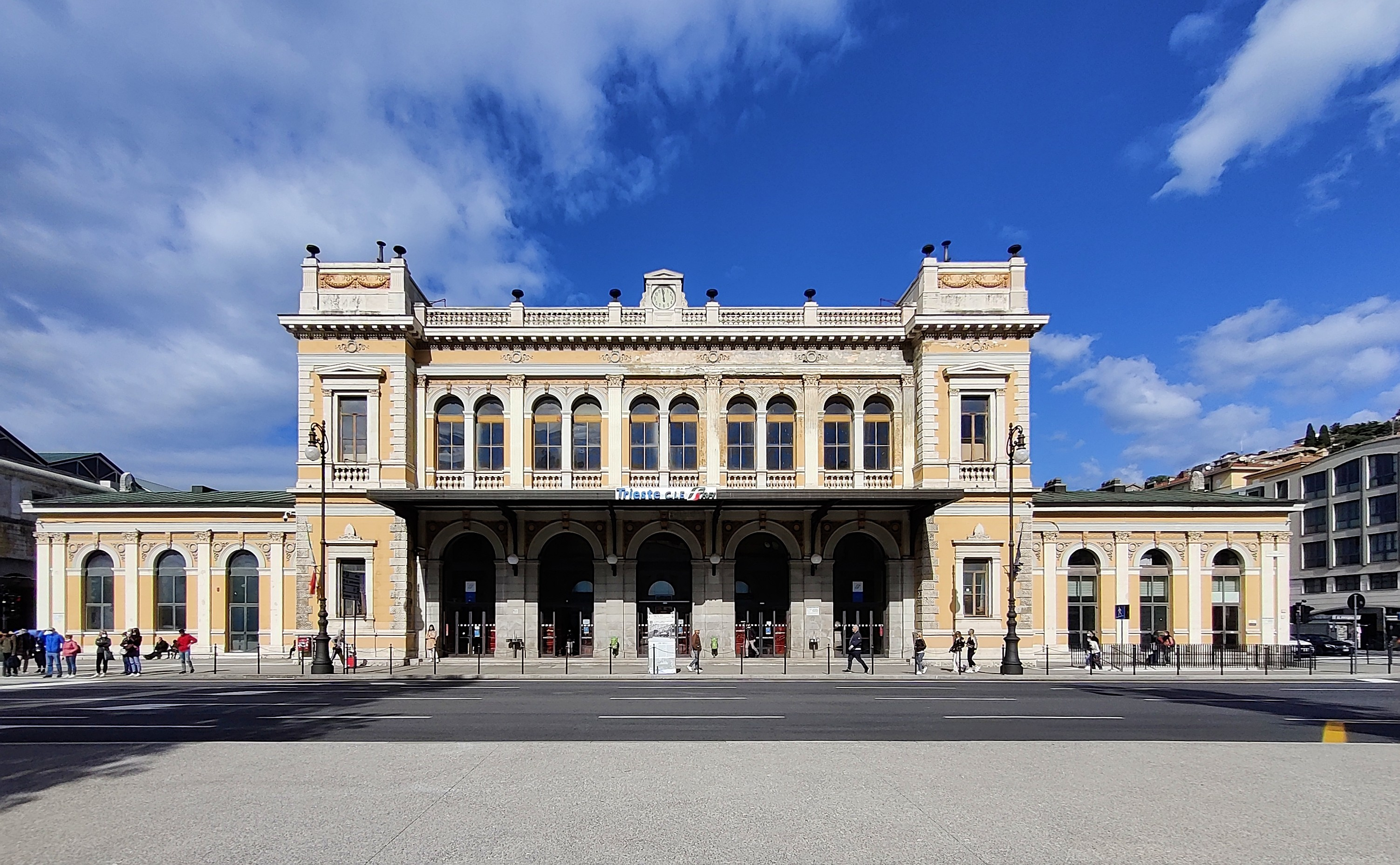
트리에스테 첸트랄레역 (트리에스테)

## 같이 보기
- 페로비 델로 스타토 이탈리아네
- 유럽의 철도
- 이탈리아의 교통
- 트렌이탈리아
- 트레노 알타 벨로치타